# Fairtrade International
Fairtrade International, jinak známá jako Fairtrade Labelling Organization International e. V. (FLO), je nezisková organizace založená v roce 1997. Je sdružením tří výrobních sítí, 19 národních Fairtrade organizací a osmi Fairtrade marketingových organizací, které propagují a uvádějí na trh značku Fairtrade Certification Mark ve svých zemích.
Sítě výrobců existují v Latinské Americe a Carriberans; Afrika a Střední východ; Asie a Tichomoří.
Národní Fairtrade organizace existují v 16 evropských zemích, stejně jako v Kanadě, Spojených státech, Japonsku, Austrálii a na Novém Zélandu.
Fairtrade International také dohlíží na Fairtrade marketingové organizace v České republice, Koreji, Hongkongu, Tchaj-wanu, Indii, Filipínách, Brazílii a Polsku.

## Struktura
Fairtrade International je rozdělena do tří jednotek:
- Standardy – stanovuje a udržuje spravedlivé obchodní standardy
- Finance a centrální služby – zajišťuje koordinovanou komunikaci, finance, lidské zdroje, fundraising a IT služby
- Služby a vztahy mezi producenty – podporuje výrobce v získávání a udržování spravedlivého obchodu s certifikáty a využití tržních příležitostí[4]

## Členství
Seznam níže obsahuje Národní organizace Fairtrade a Organizace fairtrade marketingu:
- Fairtrade Austrálie a Nový Zéland
- Fairtrade Belgie
- Fairtrade Brazílie
- Fairtrade Česko a Slovensko
- Max Havelaar Dánsko
- Fairtrade Filipíny
- Reilun kaupan edistämisyhdistys (Finsko)
- Associace Max Havelaar Francie
- Nadace Fairtrade Hong Kong
- Fairtrade Indie
- Fairtrade Mark Irsko
- Fairtrade Itálie
- TransFair Japonsko
- Fairtrade Kanada
- Nadace Europe Korea
- TransFair-Minka Lucembursko
- TransFair Deutschland (Německo)
- Stichting Max Havelaar (Nizozemsko)
- Fairtrade Max Havelaar Norsko* Fairtrade Rakousko
- Fundacja „Koalicja Sprawiedliwego Handlu” (Polsko)
- The Fairtrade Foundation (Spojené království)
- Asociación del Sello de Productos de Comercio Justo (Španělsko a Portugalsko)
- Fairtrade Švédsko
- Max Havelaar-Stiftung (nadace Max Havelaar Švýcarsko)
- Fairtrade America (Spojené státy americké)
- Fairtrade Taiwan

Následující iniciativy byly v roce 2007 spojeny třemi produkčními sítěmi:
- Síť asijských a pacifických výrobců (anglicky Network of Asian and Pacific Producers – NAPP)
- Koordinátor fairtrade pro Latinskou Ameriku a Karibik (španělsky Coordinadora Latinoamericana y del Caribe de Pequeños Productores de Comercio Justo – CLAC)
- Fairtrade Afrika (anglicky Fairtrade Africa)